# Deutsch-nigrische Beziehungen
Die Beziehungen zwischen der Bundesrepublik Deutschland und Niger fokussieren sich vor allem auf die Zusammenarbeit in der Entwicklungs-, Sicherheits- und Migrationspolitik. Ab 2016 wurden die bilateralen Beziehungen deutlich intensiviert, mit mehreren Staatsbesuchern auf der höchsten Ebene.

## Geschichte
Die Bundesrepublik Deutschland (BRD) eröffnet 1963 eine Botschaft in Niamey. Erster deutscher Botschafter wird Oskar Maria Neubert. Die Zusammenarbeit ist von Anfang an auf die Entwicklungszusammenarbeit fokussiert. Ein Jahr später wird ein Vertrag über die Förderung von Kapitalanlagen abgeschlossen und 1968 richtet die Vorgängerorganisation der heutigen Gesellschaft für Internationale Zusammenarbeit ein Büro in Niamey ein. Nach der Aufgabe der Hallstein-Doktrin unterhält Niger von 1975 bis zur deutschen Wiedervereinigung auch offizielle diplomatische Beziehungen zur Deutschen Demokratischen Republik (DDR). 1977 wird ein Abkommen zur technischen Zusammenarbeit vereinbart.
Am 15. November 1999 wurde die Vertretung angesichts der Unruhen, die nach der Ermordung von Präsident Ibrahim Baré Maïnassara ausgebrochen waren, geschlossen und am 6. September 2002 wiedereröffnet.
Im Jahre 2009 setzte die deutsche Regierung nach dem Militärputsch gegen den nigrischen Präsidenten Mamadou Tandja vorübergehend die Entwicklungshilfe an das Land aus.
Ab 2016 wurden die Beziehungen zwischen beiden Ländern deutlich intensiviert. In diesem Jahr besuchten Entwicklungsminister Gerd Müller, Außenminister Frank-Walter Steinmeier, Verteidigungsministerin Ursula von der Leyen und Bundeskanzlerin Angela Merkel das Land. Im Gegenzug besucht Nigers Präsident Mahamadou Issoufou zwischen 2016 und 2018 mehrmals Deutschland. Bei Regierungsverhandlungen wurde die deutsche Entwicklungshilfe für den Zeitraum 2018–2020 auf über 115 Millionen verdoppelt. Pro Kopf wurde das Land so zu einem der größten Empfänger von Hilfen. Im Mai 2019 besuchte Kanzlerin Merkel das Land erneut im Rahmen einer Westafrikareise. Auf der Agenda standen Sicherheitspolitik, Zusammenarbeit im Rahmen der Bekämpfung illegaler Migration und des transnationalen Drogenhandels und die Entwicklungspartnerschaft beider Länder.
Ab 2012 ist Deutschland an der zivilen EU-Mission EUCAP Sahel Niger beteiligt, bei der Polizei, Nationalgarde und Gendarmerie des Niger ausgebildet und zur effektiven Bekämpfung der Organisierten Kriminalität und des Terrorismus befähigt werden sollen. Auch die Bundeswehr bildet Streitkräfte und Sicherheitskräfte im Niger aus. Im Mai 2022 besuchte Bundeskanzler Olaf Scholz einen deutschen Bundeswehrstützpunkt im Land. Nach dem Militärputsch im Niger 2023 verschlechterten sich die Beziehungen zu Deutschland deutlich und die Bundesrepublik setzte die Entwicklungshilfe an das Land aus. Nach Verhandlungen mit der Putschistenregierung behielt Deutschland seine militärische Präsenz im Land allerdings bei.
Im Februar 2023 sah sich das sachsen-anhaltische Innenministerium gezwungen, einen verurteilten Vergewaltiger mit einem 120.450 Euro teuren Charterflug abzuschieben, weil Niger nach jahrelanger Verzögerung Reisepapiere ausgestellt hatte, die lediglich für einen Tag gültig waren.

## Wirtschaft
Aufgrund der Armut im Land ist der Niger kein großer Abnehmer deutscher Waren. Das bilaterale Handelsvolumen der Länder betrug im Jahr 2021 vergleichsweise bescheidene 27 Millionen Euro.
Deutschland ist seit Jahrzehnten ein wichtiger Partner in der Entwicklungszusammenarbeit. Von 1962 bis ca. 2022 lag die Unterstützung bei über einer Milliarde Euro. Schwerpunkte liegen auf den Bereichen Ernährungssicherheit, Regierungsführung, Bildung, Gesundheit, Migrationsmanagement und Beschäftigung. Die langjährige Partnerschaft verschafft der Bundesrepublik ein hohes Ansehen im Land.

## Sport
Die Deutschen Heinz-Peter Überjahn (1980) und Gernot Rohr (2012–2014) waren Trainer der Nigrischen Fußballnationalmannschaft.

## Diplomatische Vertretungen
- Deutschland hat eine Botschaft in Niamey.[12]
- Niger hat eine Botschaft in Berlin und Honorarkonsulate in Hamburg und Stuttgart.[13]